# Donde comienza la tristeza
Donde comienza la tristeza é uma telenovela mexicana, produzida pela Televisa e exibida em 1960 pelo Telesistema Mexicano.

## Elenco
- Rita Macedo
- Carlos Cores
- Jesús Valero